# ロロ

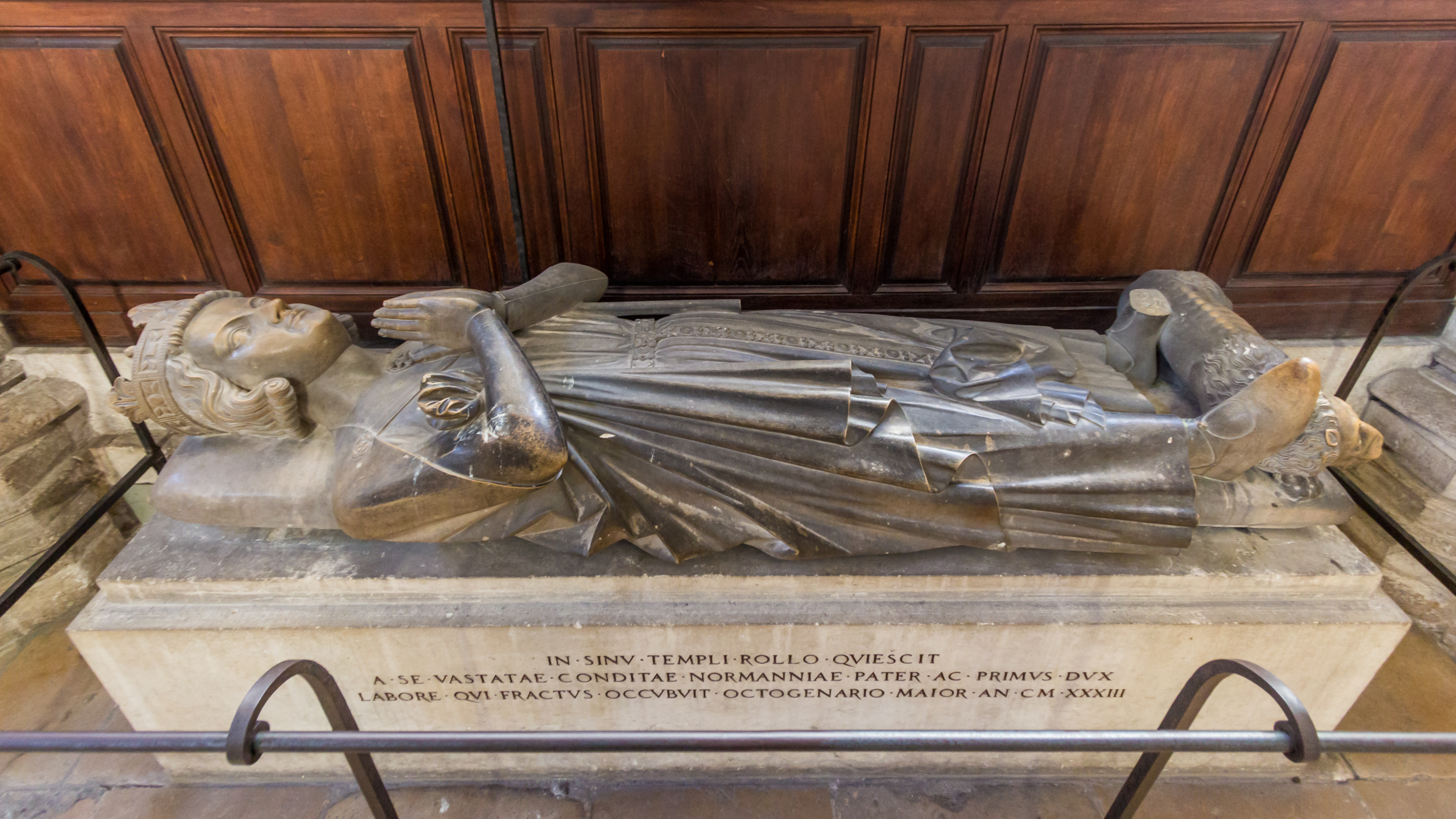
ルーアン大聖堂にあるロロの墓

ロロ（Rollo、仏: Rollon、846年頃 - 933年）、洗礼名ロベール（Robert、彼の子孫と区別するためにロベール1世と数えられることもある）は、ノルウェー人、デンマーク人の指導者で、間もなくノルマンディーとして知られるようになったヴァイキングの公国の創始者。恵まれた体格が災いして、馬に乗ると馬を乗り潰してしまうので、いつも徒歩で移動したため、歩きのフロールヴ（古ノルド語: Ganga-Hrolf）徒歩王ロロ（仏: Rollon le Marcheur）と渾名された。彼の子孫はノルマンディー公となった（ノルマンディー家）。
なお、彼の子孫であるウィリアム１世はイングランド王となり、現在に連なるイギリス王室の開祖となったため、現在のイギリス王室はロロの血を引いている。

## 生涯
メール侯ログンヴァルドと彼の正妻ヒルドとの間に生まれ、母方の祖父と同じ「フロールヴ」と名付けられた。彼は成長すると東バルト海方面を襲撃したが、ある夏、ヴァイキング行からヴィークに戻ると、そこで略奪行為を働いた。国内での略奪は法律で禁じられていたため、彼はハーラル美髪王の怒りを買い、民会で国外追放に処せられた。
追放後、彼は一族郎党を引き連れてヘブリディーズ諸島へ赴いた後、フランス北岸へ侵入し、荒らした。ヴァイキングの襲撃に悩まされていた西フランク王シャルル3世は、ロロにヴァイキングの襲撃を防げばエプト川からリール川の間の土地（現在のノルマンディー地方東部）を与えると申し出た。911年夏、ロロはシャルトルの戦いで大敗を喫した。同年晩秋に両者はサン＝クレール＝シュール＝エプト条約を結び、ロロはノルマンディー地方を得て、シャルル3世の王女ジゼルと結婚し、ノルマンディー公に叙された。
ロロは贈り物の返礼として司教たちに国王の足に口づけするように求められたが、これを拒否して部下に代行させた。代行した部下はフランス王にひざまづいてキスをするのではなく、フランス王の片足をつかんで逆さまに吊り上げ、足にキスをした。これはロロたちノルマン人がいずれもが同等であり、主人を持たない気風によるものと伝えられている。
条約を締結した1年後、ロロはキリスト教に改宗し、当初王との約束を守り、922年にはロベール家と干戈を交えている。しかし間もなく侵略に転じ、近隣諸国の領土を拡大し勢力を伸ばした。
子孫はギヨーム2世のときイングランドを征服し（ノルマン・コンクエスト）、国王（ウィリアム1世）となり、ノルマンディー公とイングランド王を兼任した。

## 名称の変化
ロロという名前は古ノルド語のフロールヴ（Hrólfr）、近代スカンディナヴィア語のロールフ（Rolf）であり、『デンマーク人の事績』では、フロールヴを同様にロルー（Roluo）とラテン語に訳している。しかしノルマン人は彼をよりよく知られるルー（Rou［f］、ウァースの『ルー物語』（Roman de Rou）参照）と呼んだ。彼の名前はフランク名のロドルフ（Rodolf［us］-ァス）もしくはラドゥルフ（Radulf［us］-ァス）、あるいはフランス名のラウールに変化するが、それはこれに由来する。

## 子女
ポッパ・ド・バイユーとの間に以下の子女をもうけた。
- ギヨーム1世（? - 942年） - ノルマンディー公
- アデール（ゲロック）(912年 - 962年） - アキテーヌ公ギヨーム3世妃

正式に結婚したフランス王女ジゼルとの間の子女は確認されていない。